# إيمرية دقيقة
إيمرية دقيقة (الاسم العلمي: Eimeria tenella) هي نوع من أسناخ صبغية تتبع جنس الإيمرية من فصيلة الإيمريات.